# Franz Evers
Franz Evers, född den 10 juli 1871 i Winsen an der Luhe, död den 14 september 1947 i Niemberg, var en tysk skald. 
Evers var en tid redaktör för den teosofiska tidskriften "Sphinx". Han var en av representanterna för den symboliserande och mystiska dikten (samlingarna Deutsche Psalmen, 1893, de av Nietzsche påverkade Sprüche aus der Höhe, samma år, Königslieder, 1894, 2:a upplagan 1895, Deutsche Lieder, samma år, Hohe Lieder, 1896, Erntelieder, 1901, Sonnensöhne, 1903, med flera). Evers skrev även skådespel (Das grosse Leben, 1900, Sterbende Helden, samma år). Han publicerade en självbiografi i "Gesellschaft", 1896.